# Profilkamm

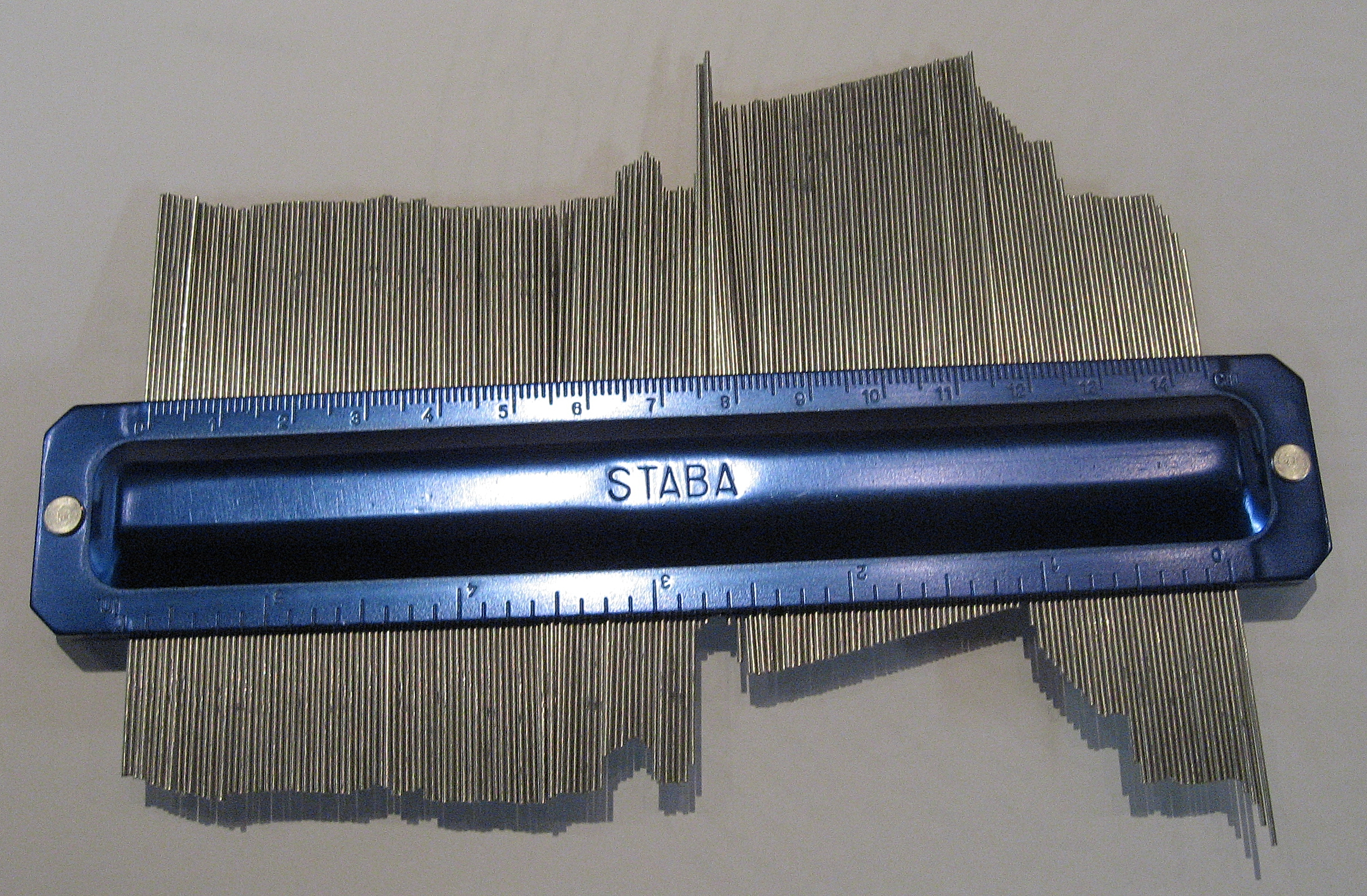
Profilkamm mit Teilkontur einer antiken Vase

Ein Profilkamm ist ein Hilfsinstrument zum Erfassen und Nachzeichnen von Konturen, das unter anderem in der Archäologie verwendet wird. Zum Erfassen der Form wird der Kamm mit seinen beweglichen Metallzähnen gegen das Objekt gedrückt, wodurch sich dessen äußere Form in der Stellung der Zähne abbildet. Anschließend kann die Form auf Papier übertragen werden.